# 아네고
《아네고 (원제: anego-アネゴ- anego-누님-[*])》는 일본 NTV에서 2005년 4월 20일 ~ 2005년 6월 2일 매주 수요일 오후 10시부터 10시 54분까지 방영한 드라마로 총 10화로 구성된 시노하라 료코 주연의 드라마이며, 요미우리 TV(이하 YTV - 긴키 광역권), 주쿄 TV 방송(이하 CTV - 주쿄 광역권), 후쿠오카 방송(이하 FBS) 등 26개 NNN 지역 민방 네트워크를 통해서 전국적으로 일제히 송출되었다.

## 개요
30대의 독신 미인 OL의 인생관(결혼, 일, 가사등)에 대한 고민을 안고 사는 여성들의 살아가는 삶의 방법을 그리고 있다.
주인공인 노다 나오코와 꽃미남 신입 사원 쿠로사와 아키히코의 이야기를 전개하면서 속내의 마음을 자막으로 표기하고, 적절한 템포의 스토리 전개로 일본에서 방영 당시 큰 호평을 얻었다. 평균 시청률은 15.7%, 최고 시청률은 최종회의 17.5%.
일본 2005년 봄 텔레비전 드라마 아카데미상에서, 타이거&드래곤에 이어, 작품상으로 2위를 수상하였다. 주연인 시노하라 료코는, 속내의 마음, 그것과 매치된 표정 연기, 자연스러운 아네고의 연기를 훌륭히 연기해 독자 투표·TV기자상·심사위원 투표에서 3관왕을 수상하였고, 최우수 주연 여배우상까지 수상하는 쾌거를 얻었다. 또, 쿠로사와역의 아카니시 진은 미묘한 표정의 변화와 시선의 움직이는 등 섬세한 연기로 독자 투표로 1위를 얻었다.

## 시놉시스
도쿄 마루노우치에 있는 토자이 상사 경영전략부에 근무하는 노다 나오코는 근무 경력 10년을 째우고 11년째의 봄을 맞은 32세 여성. 몇 번의 사랑도 했봤지만, 운명의 남자를 찾지 못하고 32살의 나이에 독신인 그녀는 미래에 대한 불안, 초조함은 이미 충분히 느끼고 있다. 수년 전부터 여성 정사원을 채용하지 않게 된 토자이 상사에는 나오코와 같은 정사원 외에도 계약사원, 파견사원이라는 여러 형태의 여성들이 일하고 있다.
경영전략부에서의 나오코의 역할에는 이런 여직원들의 교육 같은 것도 있다. 어느 날 나오코는 결혼상대를 찾고자 필사적인 여직원들의 부탁을 받고 사내 미팅을 주선한다. 거기에서 베이징 지사에서 막 돌아온 엘리트 사원, 미야모토를 소개 받은 나오코는 오랜만에 마음이 설렌다. 사실 그녀는 ‘백마 탄 왕자님에게 평생을 맡겨도 좋을 것 같은, 운명적인 만남’을 마음 속 어딘가에서 기다리고 있었다.
하지만 결국 미야모토와 함께 돌아간 것은 같은 부에서 일하는 계약사원이 하세가와 마나미로 나오코는 홀로 남겨진 듯 한 기분으로 혼자 귀갓길에 오른다. 마지막 지하철 안에서 술주정꾼의 횡포에 휘말리던 나오코는 어른스런 분위기의, 멋진 남성에게 도움을 받는다. 순식간에 일어난 일에 꿈처럼 몽롱해져 그의 이름과 연락처를 물어보려는 순간 그 남자의 왼쪽 손가락에는 결혼반지가 끼워져 있다.
다음 날 인사이동으로 경영전략부에 신입사원 쿠로사와 아키히코와 섬유부에서 타치바나 와타루라는 남자직원 두 사람이 배속되어 온다. 두 사람 다 한 미모 하는 탓에 여직원들은 상당히 들뜨지만 나오코는 건방진 분위기의 두 남자에게 정이 뚝 떨어진다. 게다가 점심시간에 부장에게는 나오미미의 사내서류 미스에 대해 야단치라는 말을 듣는다. 항상 그렇지만 손해만 보는 역할이다. 여기에 파견사원인 사오토메 카나는 ‘노다씨가 우리를 야단칠 권리는 없다’며 반발하는데….

## 출연자
노다 나오코···시노하라 료코
토자이 상사 경영전략부 10년 근무의 OL.통칭 아네고.결혼에 꿈을 가지는 32세, 독신.
※드라마의 설정은, 노다 나오코는 1971년 6월 1일생, 쿠로사와 아키히코는 1982년 3월 26일생으로 11년의 나이차.
사와키 에리코(사와키 에리코)···토모사카 리에
전 토자이상사 사무직원. 입사 2년째에 전격 결혼, 퇴직했다. 나오코와는 대조적인 응석부리는 데 고단수로 회사를 경영하는 준수한 남편과 5살 난 딸과 함께 넉넉한 생활을 하고 있다. 하지만 다른 사람과 원활하게 거리를 없애는 데 서툴러서 채워지지 않는 고독감과 불안감을 안고 있다.
쿠로사와 아키히코···아카니시 진(KAT-TUN)
신입사원. 경영전략부에 배속되어 왔다. 요즘 젊은이로 대충 적당히 행동하는 면도 있으나 기본적으로는 소박하고 좋은 녀석. 지금까지 만났던 여자들과는 다른 나오코에게 관심을 갖기 시작, 하나하나 신경 거슬리는 말을 한다. 후배를 위해서 발벗고 도와주는 나오코에게 감동해 동생으로 삼아달라고 부탁, ‘아네고(누님)’이라는 별명을 붙인 장본인. 하지만, 최종회에서 몽골에 전근을 간다. 대학시절은 럭비부에 소속해 있었다.
카토 히로미···토다 나호
나오코의 동료로 1년 후배. 계약사원이나 파견사원이 많은 상사에 있어서는 많지 않은 정규사원. 무슨 일이든 쿨하며 자기 생각대로 행동한다. 취미는 예능 익히기로 코우타(小唄: 에도 시대 유행했던 가요)와 샤미센(전통악기). 나오코의 고민을 유일하게 들어주는 상대이기도 하지만 돌발적으로 내뱉은 말이 때로는 역효과를 내기도. 그러나 막상 중요한 때는 가만히 손을 내미는, 하드보일드한 멋진 여자이기도 하다. 같은 부의 사카구치와 불륜 관계에 있다.
하세가와 마나미···이치카와 미와코
5년 계약의 계약사원. 올 해가 5년째이다. 경영전략부 여성 중의 한 명. 사람이 좋고 실수가 많아 나오코에게는 늘 눈물로 호소해 불편을 끼치고 있다. 계약이 끝나기 전에 어떻게든 결혼을 정하고 싶은 급박함이 점점 그녀를 초조하게 만들어 남자에게 이용당한다. 나오코를 믿음직스런 선배로 생각하며 신뢰하며 응석을 부린다.
사오토메 카나···야마구치 사야카
파견사원. 상사는 시급이 좋은 것이 매력적이긴 하지만 쉽게 다른 파견사원으로 바뀌게 된다는 불안을 안고 있다. 경영전략부 여성 중의 한 명. 성격은 가장 다부지며 영리하다. 나오코에게 있어서는 어딘지 종잡을 수 없는 성가신 상대이다. 연애관도 합리적이어서 남자를 장점, 단점으로 판단한다. 나오코의 고민에 대해서는 결국 배부른 30대 여성의 푸념으로 밖에는 듣질 않는다.
타치바나 와타루···야마구치 마키야
아키히코와 같은 시기에 경영전략부에 이동해 온 미남 사원. 전 부서 섬유부에서는 여직원들이 가장 노리기도 한 입사 8년차 직원.
나카노 사키···코니시 미호
파견사원. 일을 제대로 처리하지 못하는 전임자 대신에 급히 파견되어 온 신입. 평상시는 얌전한 성격이지만, 이성을 잃으면 사람이 바뀐다.
미야모토 코이치···타나카 미노루
토자이 북경 지점에서 도쿄로 출장 왔던 바로 직후. 약혼중임에도 불구하고, 그것을 숨기고 미팅에 참가한다.
사이토 쿄이치···진보 사토시
나오꼬의 맞선 상대의 엘리트 관료.
노다 시게다···벤갈
나오코의 아버지. 좀처럼 결혼하지 않는 나오꼬를 걱정한다. 최종적으로 쿠로사와를 신뢰하고 있다.
사카구치 츠카사···마스 타케시
경영전략부 부장. 나오코의 직속 상사로 엘리트. 나오코를 신뢰하고 있으며 계약이나 파견 여성사원들의 통솔을 나오코에게 맡기고 있다. 카토와는 불륜 관계에 있다.
노다 아츠코···유키 사오리
나오코의 어머니. 나오코의 이해자이다. 나오코의 어머니. 아내를 상사에 취직시킨 건 멋진 결혼상대자를 만나게 하기 위해서였다. 여자의 행복은 ‘결혼’이라며 공공연하게 얘기한다. 서른을 넘겨서도 독신인 딸이 불만스럽다. 스기타 카오루(배우 겸 가수로 2005년 1월 닛산 콘쉐른의 창시자며 정치가인 아유카와 요시스케씨의 손자 아이카와 준타와의 결혼으로 화제를 모았다)의 40세의 신분상승에 흥미진진. 최근에는 싫다는 딸에게 압력을 가해 선을 권한다.
사와키 쇼이치···카토 마사야
에리코의 남편. 외국계 투자회사 경영. 성실하며 자상하고 포용력 있는 어른스런 남자. 나오코와는 우연히 지하철에서 술주정뱅이가 나오코에게 지분거리는 것을 구해주면서 인연을 맺게 되었다. 아내의 ‘마음의 어둠’에 대해서는 감싸며 성실하게 대처하고자 노력한다. 하지만 서서히 정도가 심해지는 아내의 행동에 휘둘리게 된다. 휘말리게 된 나오코와 의논을 하게 되면서 점차 나오코와 불륜의 사랑을 갖게 된다.

## anego～SP～
- 방송 종료후, 홈페이지를 통해 속편 제작을 희망하는 의견의 쇄도하여 《anego SP 올해의 마지막!전략부여자대망년회에서 아네고의 사랑과 일에 대해 대반성회!그런데 새로운 연인 출현···· Dr코파의 풍수[2]에, 2005년 넘어가기 전 결혼의 결말은··· anego SP 今年の見納め!戦略部女子大忘年会でアネゴの恋と仕事を大反省会!ところが新たな恋人出現・・・・ Drコパの風水で、2005年駆け込み結婚の結末は・・・》이라는 제목으로 2005년 12월 28일에 방송되었다.시청률은 11.4%.

## 관련 음반

### 주제곡
- 北出菜奈 / KISS or KISS (레이블 : SME Records Inc)

### Original Sound Tracks
1. 桜陽
2. 春紫苑
3. 日常
4. IMA-Mitakotoka
5. 恋人たちの午後
6. 爪
7. 寂寞
8. 風合わせ
9. まだ見ぬ恋人
10. 春の夜の夢
11. namida
12. 夢の手枕
13. 揺れる・・・
14. I'm lost
15. 365
16. 足音
17. 落葉衣
18. あこがれ・・・・・・
19. 空色の翼に
20. 春紫苑 pf ver

## 스태프
- 연출 : 요시노 히로시, 나구모 세이이치, 사쿠마 노리요시
- 프로듀서 : 하제야마 유코, 우치야마 마사히로
- 각본 : 나카조노 미호
- 원작 : 하야시 마리코
- 음악 : 나카니시 쿄, 시다 히로히데
- 촬영 : 나가시마 히데후미
- 편집 : 야마기시 코이치
- 조명 : 츠노다 신진
- 미술 : 타카노 마사히로
- 제작사 : NTV

### 방영일 및 부제, 시청률
| 각화   | 방송일           | 부제(원어·풀이) | 시청률 |
| ------ | ---------------- | --- | ------ |
| 제1화  | 2005년 4월 20일  | 미팅의 법칙…남편에게는 짧고 그에게는 긴 것!30대의 남자 고르기는 눈물 겨운 것 合コンの掟…夫に短し彼氏に長し!30路の男選びは涙モノ | 15.5%  |
| 제2화  | 2005년 4월 27일  | 아네고의 정의…좋은 여자는 행복해질 수 없다 アネゴの正義…いい女は幸せになれない | 13.8%  |
| 제3화  | 2005년 5월 4일   | 연하의 남자…인생 청춘 데이트는 눈물의 맛 年下の男…人生青春デートは涙の味 | 14.3%  |
| 제4화  | 2005년 5월 11일  | 결혼의 조건…남을 선택하는 직감과 사랑하는 재능 結婚の条件…男を選ぶ直感と愛する才能 | 15.7%  |
| 제5화  | 2005년 5월 18일  | 프로포즈…라는 생각·동경하는 아내의 자리 プロポズ…つのる想い憧れの妻の座 | 16.1%  |
| 제6화  | 2005년 5월 25일  | 달콤한 생활…비원의 승진 시험!선생님은 연하남 甘い生活…悲願の昇進試験!師は年下男 | 17.4%  |
| 제7화  | 2005년 6월 1일   | 상심…결의의 생일, 소심한 사람이여 안녕 傷心…決意の誕生日、小心者にサヨナラ | 15.4%  |
| 제8화  | 2005년 6월 8일   | 운명의 남자…세 번째의 기적은 우연히?금단의 사랑 運命の男…三度目の奇跡は偶然?禁断の恋 | 15.8%  |
| 제9화  | 2005년 6월 15일  | 죄와벌…친구를 배반해 미소를 잃고 행복을 쫓을까? 罪と罰…友を裏切り笑顔失い幸せ追うの? | 14.3%  |
| 최종화 | 2005년 6월 22일  | 한 걸음 앞에…아네고다운 행동&새로운 행복을 향한 서장…눈물의 이별 一歩前に…アネゴ的ケジメ&新たな幸せへの序章…涙の別れ | 17.5%  |
| SP     | 2005년 12월 28일 | anego SP 올해의 마지막!전략부여자대망년회에서 아네고의 사랑과 일에 대해 대반성회! 그런데 새로운 연인 출현···· Dr코파의 풍수에, 2005년 넘어가기 전 결혼의 결말은··· anego SP 今年の見納め!戦略部女子大忘年会でアネゴの恋と仕事を大反省会! ところが新たな恋人出現・・・・ Drコパの風水で、2005年駆け込み結婚の結末は・・・ | 11.4%  |

- 평균 시청률 : 15.63%